# Fray Dólar
Fray Dólar é um filme de comédia espanhol dirigido por Raúl Peña, produzido por Luís Álvarez e escrito por Roberto Gómez Bolaños e Ismael González. Lançado em 1970, foi protagonizado por Victor Alcázar e Ricardo Bauleo.

## Elenco
- Victor Alcázar
- Ricardo Bauleo
- José Escudero
- Velda González
- Tito Hernández
- Marisa Paredes
- Raúl Peña
- Charlie Robles
- Víctor Santos